# República da China (1912–1949)
A República da China (Zhōnghuá Mínguó), foi um estado em que o governo da República da China, estabelecido e reivindicado por Taiwan, controlou a China continental entre 1912 e 1949. A República da China foi proclamada ao fim da Revolução Xinhai liderada pela Liga Unida (Aliança Revolucionária Chinesa) (Tongmenghui) que dissolveu a monarquia chinesa controlada pela Dinastia Qing em 1.º de janeiro de 1912. Deste cenário, emergiu Sun Yat-sen, um médico e político revolucionário, líder do Tongmenghui, que serviu como o primeiro presidente da República da China em um governo provisório, sendo chamado pelos chineses e pelo próprio Partido Comunista da China como "Pioneiro da Revolução" ou "Pai da Nação (Chinesa)". Em Fevereiro de 1912, o general Yuan Shikai, que servia como primeiro-ministro da Dinastia Qing, em troca da presidência, forçou o imperador Pu Yi a abdicar e assumiu a presidência em Março daquele mesmo ano; no entanto, as condições que Sun Yat-sen impôs para Yuan Shikai virar presidente foram quebradas, respectivamente, ele mudou a capital de Nanquim para Pequim e dissolveu a Assembleia Nacional em Fevereiro de 1913, além de Proclamar o Império da China em Dezembro de 1915, o que causou dois conflitos internos na China: a Segunda Revolução e a Guerra de Proteção Nacional (ou Guerra contra a Monarquia).
Após se sentir traído por Yuan Shikai, que era chefe do Exército de Beiyang, um exército chinês adaptado a um estilo ocidental e havia se consolidado no poder do país, Sun Yat-sen reorganizou o Partido Nacionalista da China em 1919 a medida que a Terceira Revolução desenrolava, se aliou com seus seguidores que fundaram o Partido Comunista da China em 1921 e criou um governo paralelo ao sul da China em Guangzhou entre 1917 e 1925 sob auxilio soviético. Sun Yat-sen faleceu em Março de 1925 e, após o 2.º Congresso Nacional do Kuomintang, Chiang Kai-Shek emergiu como o líder do partido e adotou uma postura mais autoritária em relação aos comunistas e senhores da guerra. A Ascenção politica de Chiang Kai-Shek irrompeu uma série de rivalidades entre as facções do Partido Nacionalista da China, por um lado a esquerda, apoiados pelo Partido Comunista, e por outro a direita, apoiado pela burguesia e pelos paises ocidentais. Em paralelo as atividades dos nacionalistas, o Governo de Beiyang, ou como era conhecido como Governo dos Senhores da Guerra, e ainda, Primeira República da China, havia sido formado na República da China e esteve sob o controle dos senhores da guerras, divididos em camarilhas, ex-generais leais ao falecido Yuan Shikai desde 1916, que detinham o poder de fato das províncias e do governo; detendo o reconhecimento diplomático, o controle da coleta de impostos e o acesso do tesouro nacional, a facção que controlasse a capital chinesa da época, Pequim. Dentre as principais facções que detinham o poder sobre o Governo de Beiyang estiveram a Camarilha de Zhili, Camarilha de Fengtian e a Camarilha de Anhui, sendo que esta ultima foi destruida pelos Zhili e Fengtian após a Guerra Zhili-Anhui em 1920 e posteriormente os Fengtian e Zhili entraram em confronto pelo controle da República da China em dois períodos diferentes, nos anos de 1922 durante a Primeira Guerra Zhili-Fengtian e um segundo conflito em 1924 denominado de Segunda Guerra Zhili-Fengtian.
Em 1926, com a operação militar, Expedição do Norte, a cidade de Wuhan foi capturada e a sede do Governo da República da China em Guangzhou foi movido para lá, até que Chiang Kai-Shek foi expulso do Partido Nacionalista pela facção de esquerda em resposta ao massacre de Xangai de 1927. Chiang Kai-Shek ainda controlava o exército e capturou a cidade de Nanquim com o recém criado Exército Revolucionário e reinvindicou o controle da República da China, com Nanquim sendo a nova capital. Após o Golpe de Wuhan, o governo nacionalista em Wuhan foi dissolvido e os comunistas expurgados, dando inicio a Década de Nanquim e a Segunda República da China. Neste período de dez anos (1927-1937) Houve uma forte industrialização e modernização na região central, sul e norte da China, mas também houve o conflito entre o governo de Nanquim, o Partido Comunista da China (ver sobre a Guerra Civil Chinesa), os senhores da guerra remanescentes ao oeste, e o Japão que em 1931 havia capturado a Manchuria. O processo de construção da nação tomou uma posição secundária devido a guerra com o Japão entre 1937 e 1945, com o Japão ocupando as áreas costeiras que cortou o acesso aos portos marítimos da China, enquanto as forças chinesas recuaram para Chongqing. A estrada da Birmânia e, mais tarde a Estrada de Ledo, foram construídas para permitir a chegada de ajuda "Lend-Lease" dos Estados Unidos ao exército chinês. A Força Y dos nacionalistas dirigiu-se aos japoneses em Yunnan durante uma ofensiva entre maio-junho de 1944, mas os resultados militares, de outro modo, foram decepcionantes. Depois da rendição do Japão, a União Soviética e os Estados Unidos falharam em mediar as tenções da Segunda Frente Unida e foram reiniciados os combates entre os nacionalistas e os comunistas em 1946, dando ínicio a segunda fase da Guerra Civil Chinesa. Em 1947, a Constituição da República da China substituiu a Lei Orgânica de 1928 como lei fundamental do país. Em 1949, os comunistas estabeleceram a Republica Popular da China na parte continental, enquanto os nacionalistas retiraram-se para Taiwan. Apesar de seu território reduzido, o governo nacionalista continuou a ser reconhecido como o governo da China pelos Estados não comunistas até a Organização das Nações Unidas passar a reconhecer a República Popular da China com a seguimento da década de 1970.
Dentro da sociedade chinesa do período republicano, após a Revolução Xinhai em 1911, em 1912, ano de fundação, foi adotado o Calendário Minguo, ativo ainda em Taiwan. a República da China tinha uma sociedade considerada agraria e como herança do período imperial, o país possuía uma população composta por 80% de analfabetos (antes de 1930) e 87% de chineses de classe baixa (antes 1940); dentro da sociedade chinesa da época, o governo a partir de 1913 por instabilidade e problemas econômicos não pode seguir a agenda econômica sugerida pelo Partido Nacionalista da China (maioria da Assembléia Nacional durante os anos de 1912 a 1913) com a situação ficando estática até o ínicio dos anos 1930 quando o governo voltaria a se estabilizar brevemente na Década de Nanquim; que também significou um largo crescimento econômico e incentivo industrial na China, que foi parado após o inicio da Guerra Sino-Japonesa. A República da China compreendeu além da atual China, os territórios da Mongólia, Tibete e regiões disputadas com a Índia, Myanmar e União Soviética, alcançando uma área de 11,364,389 kilômetros quadrados (em sua fundação, 1912) e abrigando uma população de 541 milhões (em sua transferência para Taiwan, 1949). O Governo da República da China em Taiwan nunca modificou suas províncias e divisões internas, e desde o inicio de sua fundação, o estado era (e é) dividido em 35 províncias além de 1 região administrativa especial e 12 municípios especiais.

## Nomes
Quando a corte Qing abdicou e Sun Yat-sen tomou posse, foi decidido que o pais se chamaria Zhonghua Minguo (Chinês: 中華民國; Literalmente: Estado do Povo Chinês) de forma oficial. Atualmente, na historiografia chinesa, este período de 1912 a 1949 é chamado de Era Republicana e em Taiwan ele se chama como Período Continental. Sob o Governo de Beiyang, é comum usar as nomenclaturas Governo dos Senhores da Guerra ou Primeira República Chinesa. Enquanto a partir de 1927 pode se chamar de China Nacionalista ou Segunda República Chinesa.

## História
A História da República da China pode ser dividida entre a queda da Dinastia Qing em 1911 e a retirada para Taiwan em 1949, a partir de duas divisões, a Primeira República da China baseada em Pequim e a Segunda República da China em Nanjing.

### Linha do Tempo
- | Han Ocidental (202 AEC – 9 EC) Xin (9–23 EC) Han Oriental (25–220 EC) Wei, Shu, e Wu |

| Jin Ocidental (266–316) Jin Oriental (317–420) Dezesseis Reinos (304–439) |                                                |                            |
|                                                                           | Jin Ocidental (266–316) Jin Oriental (317–420) | Dezesseis Reinos (304–439) |

|  | Jin Ocidental (266–316) Jin Oriental (317–420) | Dezesseis Reinos (304–439) |

| Dinastias do Norte e do Sul (420–589) Sui (581–618) Tang (618–907) Wu Zhou (690–705) |

| Cinco Dinastias e Dez Reinos (907–979) Sung (960–1279) Sung do Norte (960–1127) Sung do Sul (1127–1279) Liao (916–1125) Xia Ocidental (1038–1227) Jin (1115–1234) |                                                  |                                                           |
| | Sung do Norte (960–1127) Sung do Sul (1127–1279) | Liao (916–1125) Xia Ocidental (1038–1227) Jin (1115–1234) |

|  | Sung do Norte (960–1127) Sung do Sul (1127–1279) | Liao (916–1125) Xia Ocidental (1038–1227) Jin (1115–1234) |

| Yuan (1271–1368) Ming (1368–1644) Qing (1644–1912) |

| República Popular da China (1949–presente) República da China (Taiwan, 1949–presente) |                                            |                                            |
|                                                                                       | República Popular da China (1949–presente) | República da China (Taiwan, 1949–presente) |

|  | República Popular da China (1949–presente) | República da China (Taiwan, 1949–presente) |Revolução Xinhai (1911)
- Governo Provisório da República da China (1912)
- Governo de Beiyang (1912 - 1913)
- Império da China (1915 - 1916)
- Era dos Senhores da Guerra (continuação do Governo de Beiyang) (1917 - 1927)
- Década de Nanquim (1927 - 1937)
- Segunda Guerra Sino-Japonesa e o Governo Reorganizado (1937 - 1945)
- Revolução Comunista Chinesa (1946 - 1949)
- Retirada da República da China para Taiwan (1949)

### Revolução Xinhai
Em 10 de Outubro de 1911, a Revolução Xinhai veio como uma resposta direto ao Século de humilhação e após anos de revoltas mal-sucedidas pelo Tongmenghui de Sun Yat-sen e Huang Xing. Desde 1895, sociedades secretas como a Sociedade para a Regeneração Chinesa do Dr. Sun Yat-sen, Huaxinghui de Huang Xing e o Guangfuhui de Cai Yuanpei promoviam revoltas anti-Qing pela China, principalmente ao sul, no entanto, a maioria delas não tiveram resultados que atingiram as expectativas dos movimentos. Em 10 de Outubro de 1911, por um acidente, na provincia de Hubei, soldados do novo exército Qing, influenciados pelos Três Princípios do Povo de Sun Yat-sen, começaram a ser procurados pelas autoridades para serem julgados. No entanto, um dos batalhões acabou por se rebelar contra a autoridade Qing e tomou a provincia de Hubei, no que ficou conhecido como Revolta de Wuchang. Foi formado um governo militar local que recebeu rapidamente o apoio do Tongmenghui, com Sun Yat-sen enviando Huang Xing como comandante-em-chefe da revolta e mais tarde ele foi pessoalmente para a China, quando todo o sul do país já estava sob controle revolucionário. Sun Yat-sen chega a China ainda em Outubro de 1911, assumindo após 2 de Dezembro, quando Nanquim é capturada pelas forças revolucionárias, como o primeiro presidente da China após as Eleições Presidenciais Provisórias de 1911. Durante este tempo inicial até o final de 1912, a China ficou dividida de fato entre o sul, o Governo Provisório da República da China, liderado pelo Tongmenghui e posteriormente o Kuomintang, enquanto o norte era controlado pelo governo Qing e o Exército de Beiyang.

### Governo Provisório (1912)

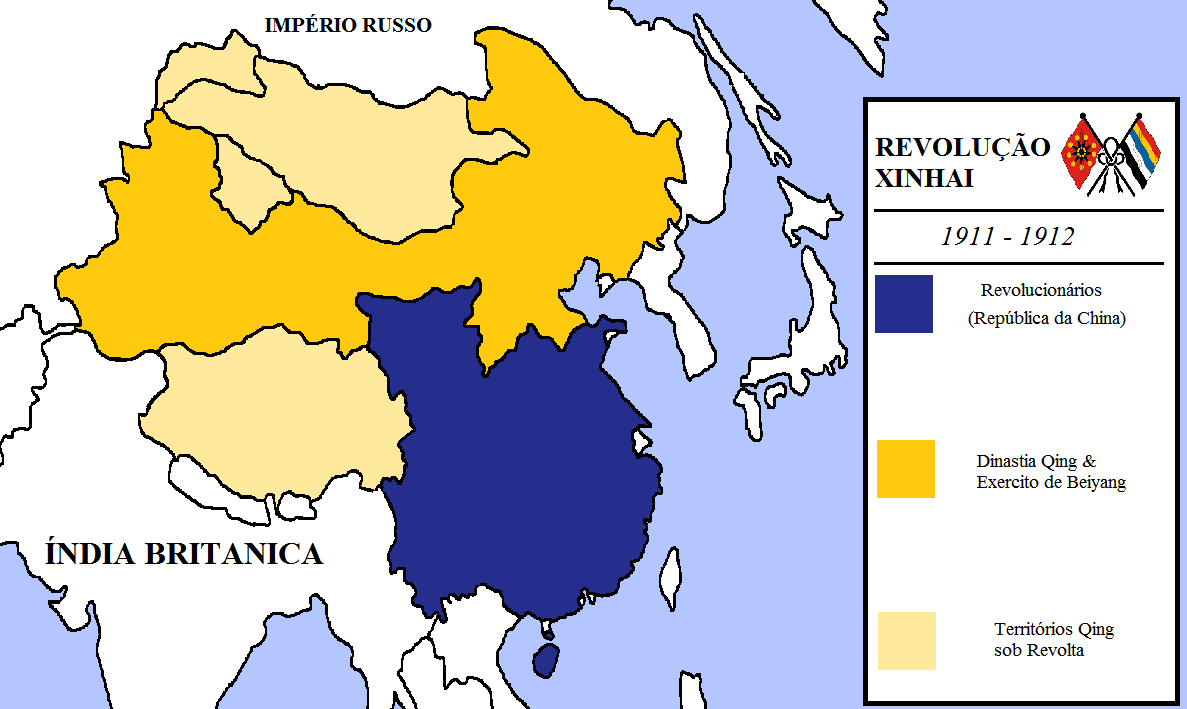
China em 3 de Dezembro de 1911

A Meia-noite, do dia 1º de Janeiro de 1912, Sun Yat-sen declarou a República da China e formou um gabinete provisório, que incluiu: Huang Xing como ministro do exército; Wang Chonghui como ministro das relações exteriores; Wu Tingfang como ministro do judiciario, que se tornaria mais tarde um dos órgãos da República da China, o Yuan Judiciario, além de Lin Sen como líder da Assembléia Nacional, que se tornaria no futuro o Yuan Legislativo. Sun Yat-sen e seus ministros, apesar de controlarem de fato o sul da China, ainda precisavam incorporar o norte, que continuava sob a autoridade Qing e de Yuan Shikai, líder do Exército de Beiyang, que servia as cortes Qing.

#### Governo de Yuan Shikai
Yuan Shikai, em troca de forçar o imperador Pu Yi a abdicar, sugere ser nomeado Presidente da China. Sun Yat-sen, por não possuir como objetivo o poder mas apenas o Sentimento anti-Qing e aplicação de seus Três Princípios do Povo, aceitou. Após se nomeado presidente, Yuan Shikai primeiramente moveu a capital de Nanquim para Pequim, alegando que estava havendo uma revolta e não poderia sair da cidade, o que o governo havia lhe pedido para que não fizesse. Em seguida, Shikai se autoproclamou o Imperador da China em 1915, sob a justificativa de "o republicanismo não era suportado pelas condições nacionais da China", criando o Império da China e dando início a Guerra de Proteção Nacional e a Segunda Revolução. Neste início, O governo das províncias chinesas passaram a ser entregues a os generais do Exército de Beiyang, controlado pelo próprio Yuan Shikai, entretanto, apesar da tentativa de consolidação, a oposição a Yuan Shikai e a monarquia era extremamente forte e ele era constantemente pressionado a abdicar o trono: Em 23 de Março a monarquia foi abolida e a República da China restaurada. Seguindo a morte de Yuan Shikai em 1916, os generais do Exército de Beiyang, que detinham ainda os controles das provincias, se dividiram entre sí.

### Primeira República Chinesa (1913)
O Período de 1916 a 1927 é descrito como uma guerra civil entre diferentes facções, chamadas como Camarilhas, que tinham como objetivo controlar a cidade de Pequim, transformada em capital por Yuan Shikai. A cidade de Pequim era cobiçada pois a facção que controlasse-a detinha o poder sob o governo da China, tinha acesso a os impostos nacionais e tinha o reconhecimento internacional: Este é o Governo de Beiyang. Em oposição a este governo, em 1917, Sun Yat-sen deu inicio a Terceira Revolução e fundou um governo militar em Guangzhou (Cantão) no sul da China, a chamada Junta de Proteção Constitucional, um governo provisório que em 1921 se reformulou para um sistema presidencialista e adotou a Bandeira da República da China, o nome República da China até 1923 quando teve que recuar para Fujian devido a um avanço da Camarilha de Guangxi e passou a se denominar como Reduto Nacionalista da República da China. (Termo Reduto pode ser sido adotado do fato de que o governo havia se exilado e agora se baseava em uma resistência a uma força oposta)

Se aproveitando da instabilidade politica entre os senhores da guerra, em 1917 acontece a tentativa de restauração da dinastia Qing, liderada pelo general monarquista Zhang Xun, no entanto o golpe foi reprimido pelas forças republicanas em apenas alguns dias após a restauração ao trono de Pu Yi. Enquanto isso no Governo de Beiyang, em Julho de 1920 as forças da Camarilha de Zhili lideradas por Cao Kun e Wu Peifu se juntaram a Camarilha de Fengtian do general Zhang Zuolin da Manchúria (nordeste da China) para enfraquecer e destruir a Camarilha de Anhui do comandante Duan Qirui a partir de uma denuncia conhecida como Telegrama Paoting-fu. A Guerra durou entre os dias 14 de Julho até 23 de Julho quando Duan Quriu foi forçado a renunciar suas posições e o grupo Anhui foi dissolvido. Após este conflito, os grupos de Zhili e Fengtian tiveram dois conflitos, o primeiro de 1922 que durou de Abril daquele ano até Julho e terminou com uma vitória Zhili e os Fengtian perderam temporariamente sua influencia sobre o governo; um segundo confronto em 1924 ocorreu entre os Zhili e Fengtian novamente. As duas principais facções do país agora disputavam sobre o controle de Xangai, o principal porto e cidade da China, a guerra durou entre Setembro até o final daquele ano de 1924. Entretanto, a guerra acabou devido a um golpe de estado em Outubro de 1924 que derrubou Cao Kun da presidência, liderado por Feng Yuxiang, que com apoio do Império do Japão, enfraqueceu a camarilha Zhili e deu o poder definitivo do governo de Beiyang para os Fengtian da Manchuria. O Motivo, alegado, para o apoio japonês é de que eles possuiam interesses sobre a Manchuria controlada pelos Fengtian, que por sí só possuiam laços e relações com o Japão. A Ultima guerra em larga escala na China por causa dos senhores da guerra foi a chamada Guerra Anti-Fengtian ou apenas Terceira guerra Zhili Fengtian. Com apoio da União Soviética, Feng Yuxiang sob o comando do Guominjun (Exército do Noroeste) atacou os Fengtian e Zhili em Novembro de 1925. A Guerra enfraqueceu os principais senhores da guerra e facilitou com que o Kuomintang agora sobre o comando de Chiang Kai-Shek, já que sun Yat-sen havia falecido em Março de 1925 devido a um câncer, desse inicio a Expedição do Norte e encerra-se o Governo de Beiyang e a Era dos Senhores da Guerra.

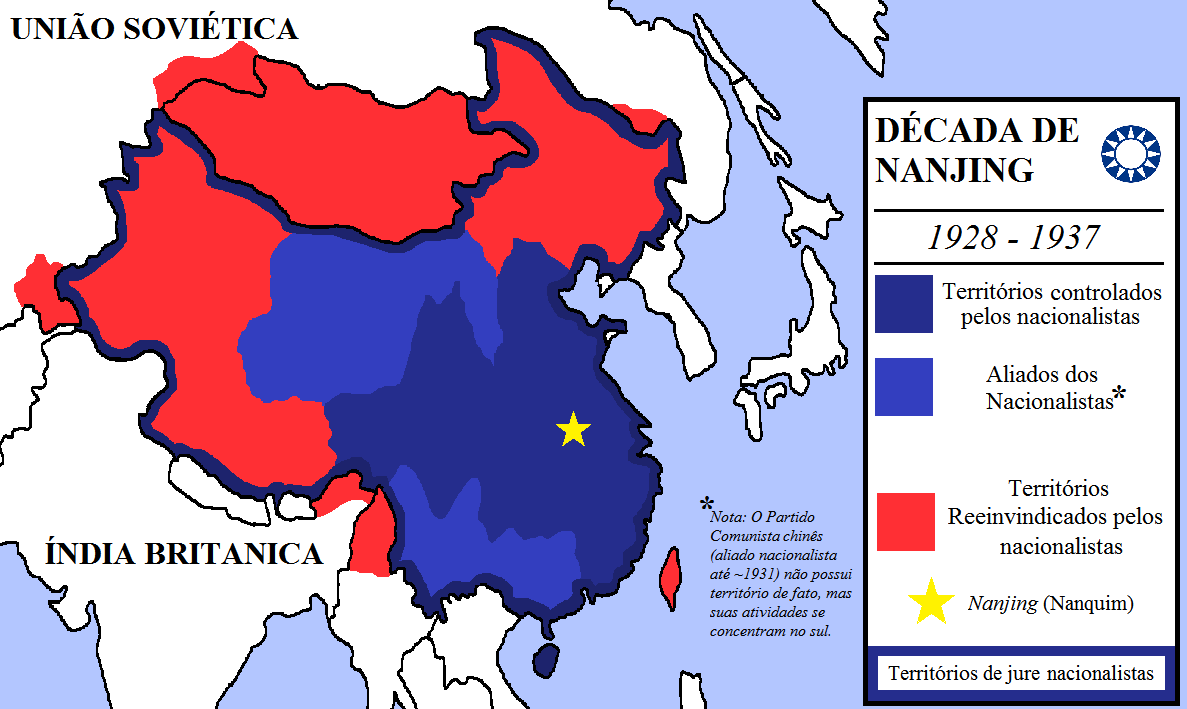
Geopolitica da China em 1928

### Segundo República Chinesa (1927)
O Governo da República da China pelo KMT foi estabelecido em Wuhan após a captura da cidade em Setembro de 1927; seguindo os eventos do Massacre de Xangai de 1927, a facção esquerda do Partido Nacionalista (KMT) expulsou Chaing Kai-Shek do partido, no entanto, este ainda possuia o controle do exército e após a captura de Nanjing em Dezembro de 1927, Chiang Kai-Shek criou lá um governo rival que conseguiu retomar o poder da República da China e dissolveu o Governo Nacional de Wuhan após o Golpe de Wuhan. Este é o único periodo em que os nacionalistas conseguiram de fato controlar o governo da China (fora 1912), entre 1927 a 1937. A cidade de Nanquim era de importância simbólica e estratégica; Foi ali que a república foi estabelecida e onde o governo provisório sob Sun Yat-sen se instalou, além disso era a antiga capital dos Ming, a ultima dinastia de etnia Han que governou a china. O corpo de Sun foi levado e colocado em um grande mausoléu e posteriormente usado como propaganda para cimentar o nascente culto da personalidade de Chiang. Durante os anos finais da Década de Nanquim, Chiang Kai-Shek foi amplamente criticado pela politica de "Primeiro a pacificação interna, depois a resistência externa" (先内部平定，后外部反抗), onde ele procurou primeiro terminar a guerra civil chinesa para depois contra-atacar o Japão. A Década termina com a Segunda Guerra Sino-Japonesa, quando o governo chinês foi temporariamente transferido para Chongqing, a tomada de Nanquim pelos japoneses em dezembro de 1937 e o massacre de Nanquim, marca o fim simbólico. Embora a década de Nanjing tenha sido muito mais estável do que a anterior, a Era dos senhores da guerra, ainda era cercada por violência devida as instabilidades causadas pelos senhores da guerra que ainda não se renderam além do ínicio da Guerra Civil Chinesa.

#### Conflito Sino-Soviético de 1929
No final de 1929 o Exército Vermelho da União Soviética entrou em conflito com os ultimos exércitos da Camarilha de Fengtian, que pertenciam a Zhang Xueliang, filho do antigo senhor da guerra da Manchuria, Zhang Zuolin. Este conflito colocou em xeque a posição chinesa na Manchuria, não porque os soviéticos anexaram ou ocuparam, pois o conflito era de interesse ferroviario, mas esta hostilidade demonstrou ao Japão a fraqueza militar que a China estava tendo depois anos de conflitos internos.

### Segunda Guerra Sino-Japonesa (1937)

#### 1931 a 1937
Desde a Década de 1890 o Império do Japão já vinha acumulando conquistas contra a China, primeiramente conquistando a ilha de Taiwan (Formosa) e tirando sua influencia sobre a Coréia. Em 1931 o Japão invadiu a Manchúria e restaurou os poderes do Imperador Pu Yi, destituído da Dinastia Qing em 1911 pela Revolução Xinhai, mas agora limitado ao território de Manchukuo. Pu Yi serviu brevemente como presidente da Manchúria até 1934 quando retornou o título de Imperador e o "Estado da Manchúria" foi renomado para "Império da Manchúria". 
Apesar da invasão, a República da China e o Império do Japão não entraram em guerra de fato, apesar do governo atual da República Popular da China alegar que sim, entre 1931 a 1937 o Japão causou ou se aproveitou de incidentes e conflitos pequenos para ocupar territórios chineses, o que não era claro para Nanquim, que focava na guerra civil, mas foi o suficiente para iniciar as hostilidades com Tóquio; a guerra civil chinesa ainda estava na primeira fase, e quando o Japão invadiu a Manchúria, os comunistas e a ala esquerda dos nacionalistas defendeu um contra-ataque para expulsar o Japão. Toda via, Chiang Kai-shek se negou a atacar o Japão, focado na destruição dos comunistas e pretendendo responder os ataques japonês depois, em uma política que ficou brevemente conhecida como "Primeiro a pacificação interna, depois a resistência externa" (先内部平定，后外部反抗), o que passou a ser usado como propaganda pelos seus opositores, de que, Chiang era um traidor e poderia entregar a China ao Japão, o que não há uma confirmação de fato ou documento que trate sobre. Em 1935 o Japão ocupou novamente partes da China, com o fantoche de Mengjiang sendo estabelecido na Mongólia Interior, sendo este o último território anexado pelo Japão através de um incidente.

#### 1937 a 1940

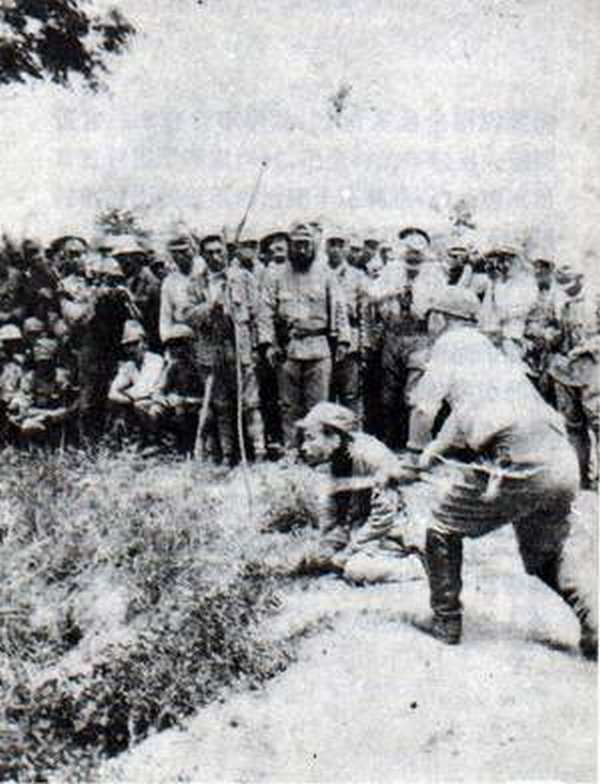
Fotografia explícita de um civil chinês sendo decapitado por um oficial japonês (Nanquim, 1937)

Em 7 de Julho de 1937 ocorre um novo incidente, este na Ponte Marco Polo, que coloca em conflito tropas do Exército Revolucionário e do Exército Imperial Japonês, que após negociações falhas, ambos os lados entraram em guerra de fato com os japonês capturando as proximidades como Pequim. Após conflitos terrestres no norte da china, o Japão dá inicio em 1937, um desembarque em Xangai para tomar a cidade; Em resposta, Chiang Kai-Shek, após muita pressão política, anunciou que aquele foi o ponto de ruptura da agressão japonesa e mobilizou seu exército e a força aérea para o contra-ataque, que após um bombardeio, causou a morte de 3 mil civis japoneses (dos 30 mil que vivam em na Consessão Internacional de Xangai), a batalha de Xangai foi vencida pelo Japão em Novembro de 1937 com pouco mais de 90 mil japoneses mortos, em comparação, 250 mil chineses desapareceram ou foram feridos e mortos. Em dezembro de 1937 o Japão, após a vitória estimulante em Xangai, atacou Nanquim, dando início a um episódio conturbado conhecido como Massacre de Nanquim, que teve como resultado cerca de 400 mil chineses mortos de diferentes maneiras pelo exército imperial, com os japoneses se negando a tal acontecimento. Com o passar de 1938 a 1940 o Japão consegue brevemente ter o controle das principais cidades chineses no centro e norte do país, no entanto seu controle passou a ser dificultado pelas guerrilhas comunistas que também se engajaram na resistência anti-japonesa. a partir de 1940, muitos ataques e ofensivas japonesas começaram a falhar e os integrantes da Camarilha Ma como Ma Hongbin e Ma Buqing também deteram vários ataques japoneses pela Mongólia Interior, comprometendo as posições no norte do país.

#### 1940 a 1945

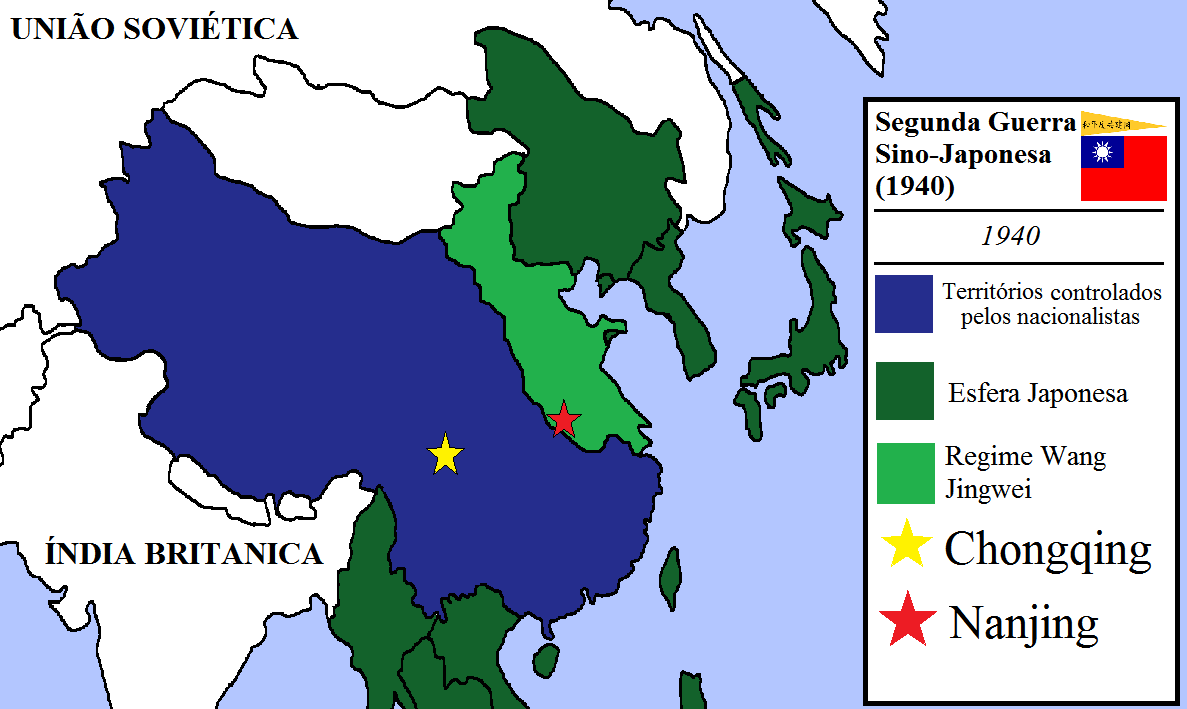
Mapa do Regime Wang Jingwei em 1940

Com os japoneses ficando fracos, foi destacada a necessidade da criação de um governo colaboracionista forte na China, que conseguisse se opor as guerrilhas comunistas e as forças nacionalistas que continuavam resistindo, com a situação piorando após os aliados começarem a dar apoio para a República da China, com os japoneses criando então em 1940 o Governo Reorganizado da República da China, entregue para o Partido Nacionalista de Wang Jingwei, criado em 1939 como oposição a Chiang Kai-shek.
Após a entrada dos Estados Unidos, a República da China começou a ser apoiada a partir da Estrada da Birmânia, que teve uma relevância fundamental no contra-ataque chinês e acelerou a queda do controle japonês na China continental. O Japão foi expulso da Manchuria e Coréia após a Operação Tempestade de Agosto em 1945 pelos soviéticos e a explosão de duas bombas nucleares sobre Hiroshima e Nagasaki, finalizando de vez o poder japonês e a conflito na China. Os territórios anteriormente pertencentes ao governo colaboracionistas, foram ocupados pelas guerrilhas comunistas e a hostilidade entre os comunistas e nacionalistas voltaram a crescer após mais desentendimentos entre ambos os lados e o ataque comunista a Shandong no final de 1945.

### Revolução Comunista Chinesa (1946)
Após o fim da Segunda Guerra Sino-Japonesa, as hostilidades entre os nacionalistas e comunistas retornou após a Conferência Consultiva Política do Povo Chinês e a mediação da União Soviética e do General americano Douglas MacArthur falharem. É neste contexto que vai se iniciar a ultima fase da guerra civil chinesa, denominada como Revolução Comunista Chinesa, a ultima das duas Revolução Chinesas; entre 1946 e 1949, o Partido Nacionalista da China e o Partido Comunista da China se enfrentaram novamente, desta vez na Manchúria, onde os comunistas tiveram apoio e auxilio soviético em vista que o alinhamento de Chaing Kai-Shek havia deixado de ser socialista e era pró-Estados Unidos.
Em dezembro de 1949, os nacionalistas ainda possuíam milhares de soldados armados na China continental, no entanto, a maior parte dos nacionalistas se forçaram a se exilar na recém adquirida ilha de Taiwan, com o governo sendo movido de Nanjing para Chongqing e por fim para Taipé, já na ilha. Em 1960, após os episódios da Revolta no Tibete em 1959, Kuomintang na Birmânia e a Insurgência Islâmica do Kuomintang, os nacionalistas perderam todo e qualquer tipo de controle na China continental, mantendo-se apenas dentro da Área livre da República da China.

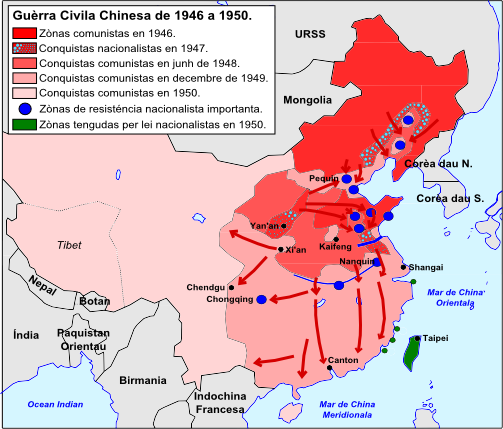
Mapa da Segunda Fase da Guerra Civil Chinesa entre 1946 a 1950

## Governo
Durante todo tempo em que a República da China esteve ativa na China continental, o governo foi baseado em uma forma hibrida de República Parlamentarista Unicameral e República Semipresidencialista. Isso deve ao fato de que durante a revolução Xinhai, a ideia era criar uma república federalista e presidencialista semelhante a os Estados Unidos, mas quando Sun Yat-sen entregou o poder para Yuan Shikai, para que seu poder fosse significativamente menor, o governo presidencialista teve de ser adaptado ao sistema westminster da Grã-Bretanha; no entanto, ainda se manteve até 2005 com a Assembleia Nacional um colégio eleitoral. Este governo foi construído a partir de uma constituição que criava cinco poderes, os chamados cinco Yuans;
- Yuan Legislativo
- Yuan Executivo
- Yuan Judiciário
- Yuan de Exame
- Yuan de Controle

### Presidência
O presidente é o chefe de Estado da República da China e comandante em chefe das Forças Armadas, além de ter autoridade sobre os cinco ramos Yuan.

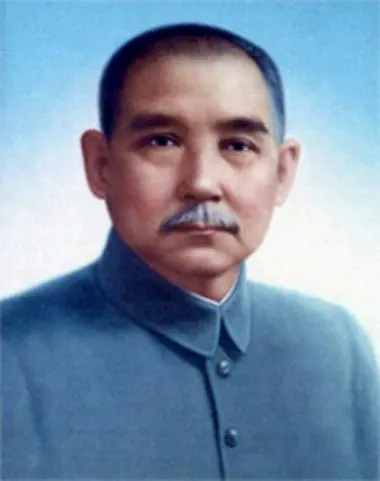
Sun Yat-sen (Kuomintang) foi o primeiro presidente, de fato, da China
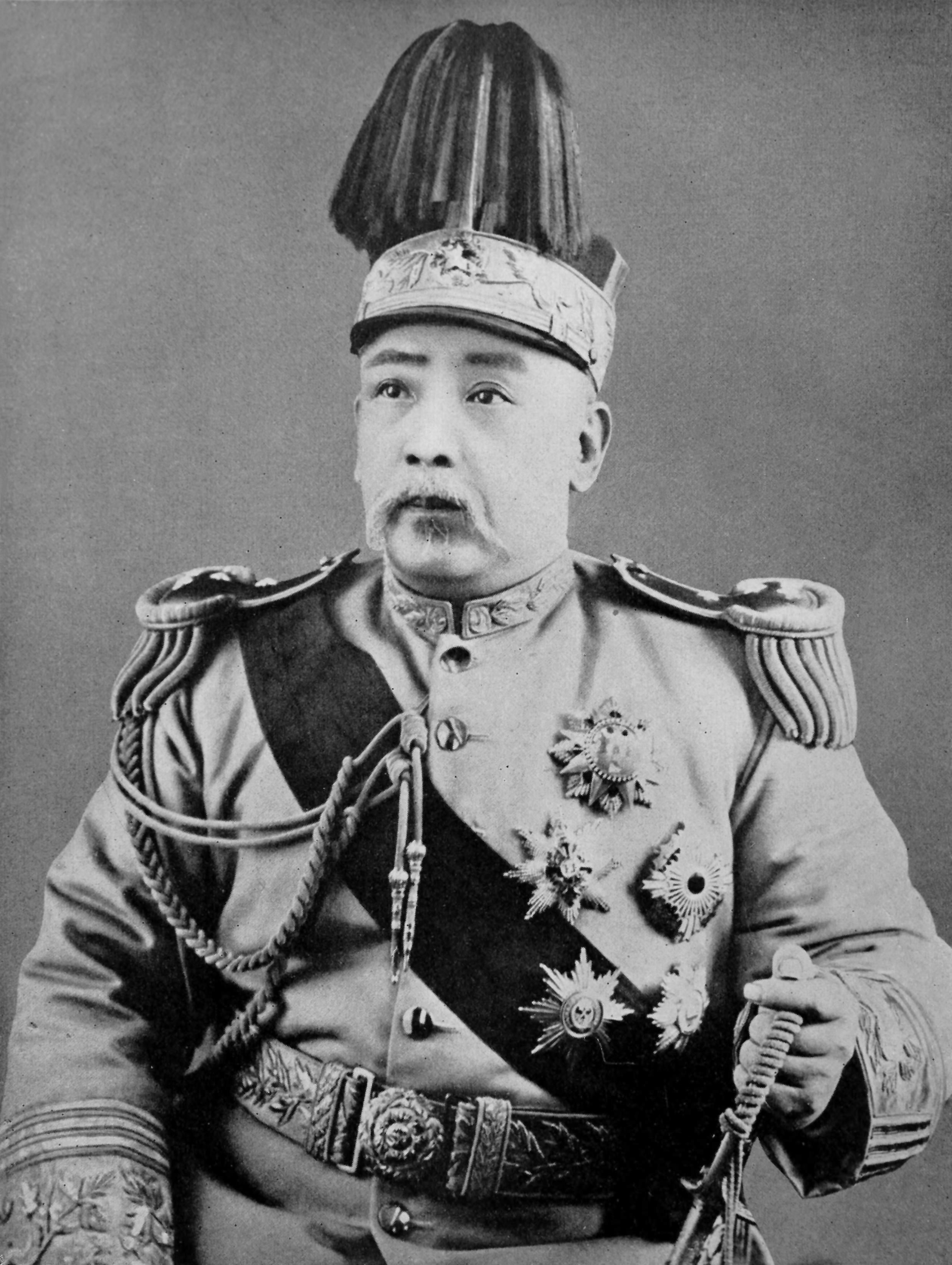
Yuan Shikai foi o 2º Presidente da China e o primeiro eleito
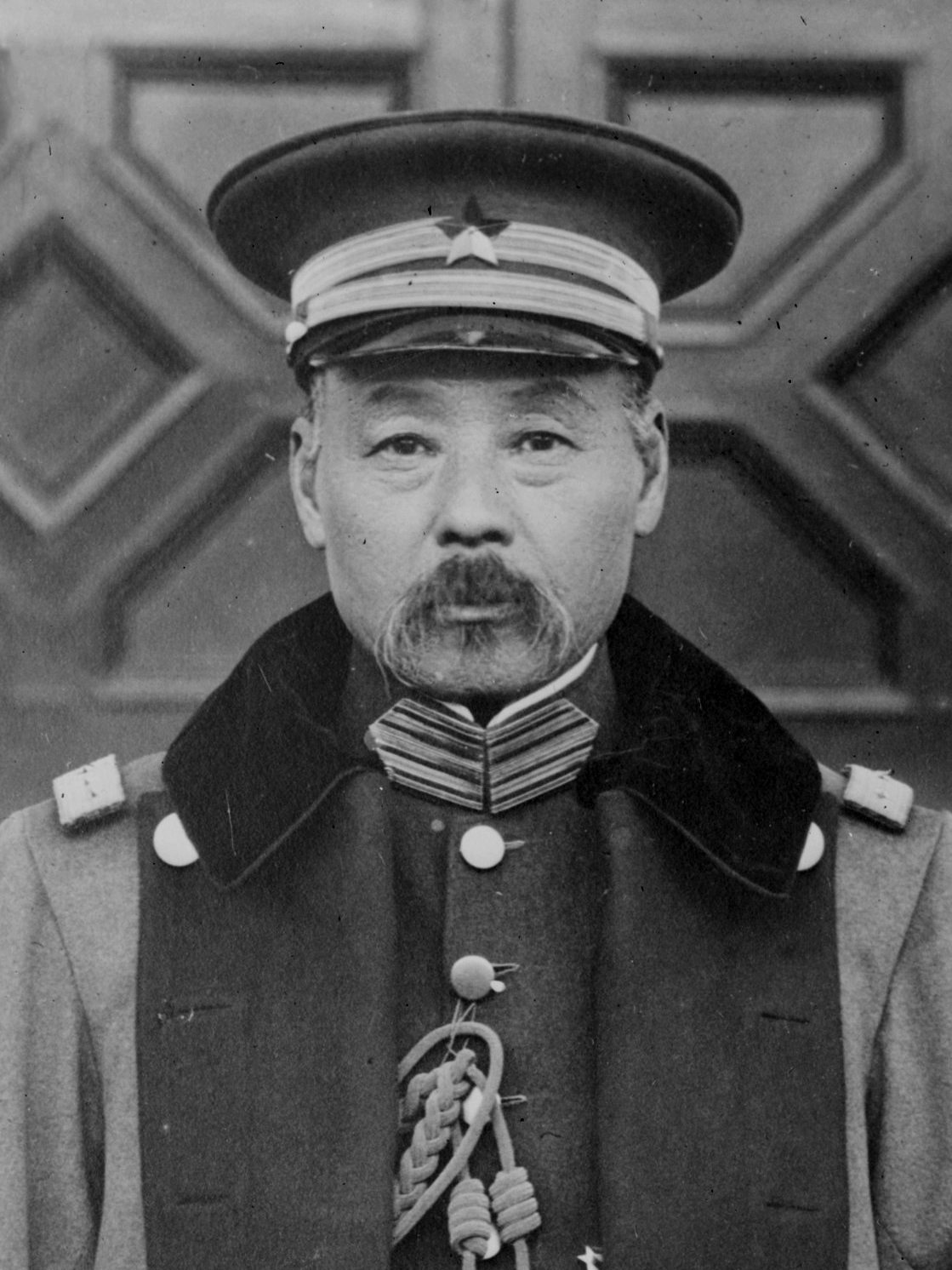
Feng Guozhang (Camarilha de Zhili) foi presidente interino da China em 1917, sendo o 1º Presidente de fato a ser um senhor da guerra
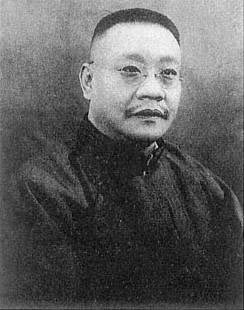
Tan Yankai (Kuomintang) foi apontado em 1928 como o 8º Presidente da China e o primeiro do governo Nacionalista.
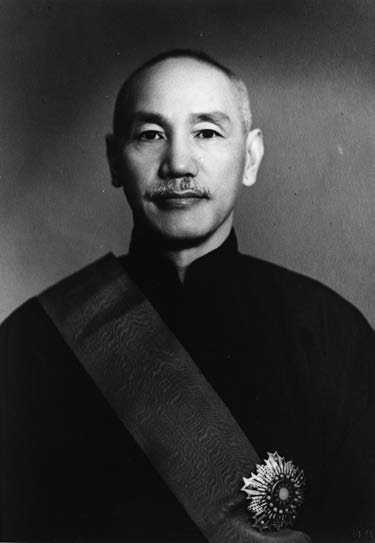
Chiang Kai-shek (Kuomintang) foi o 9º Presidente da China e o primeiro sob a constituição da República da China de 1947
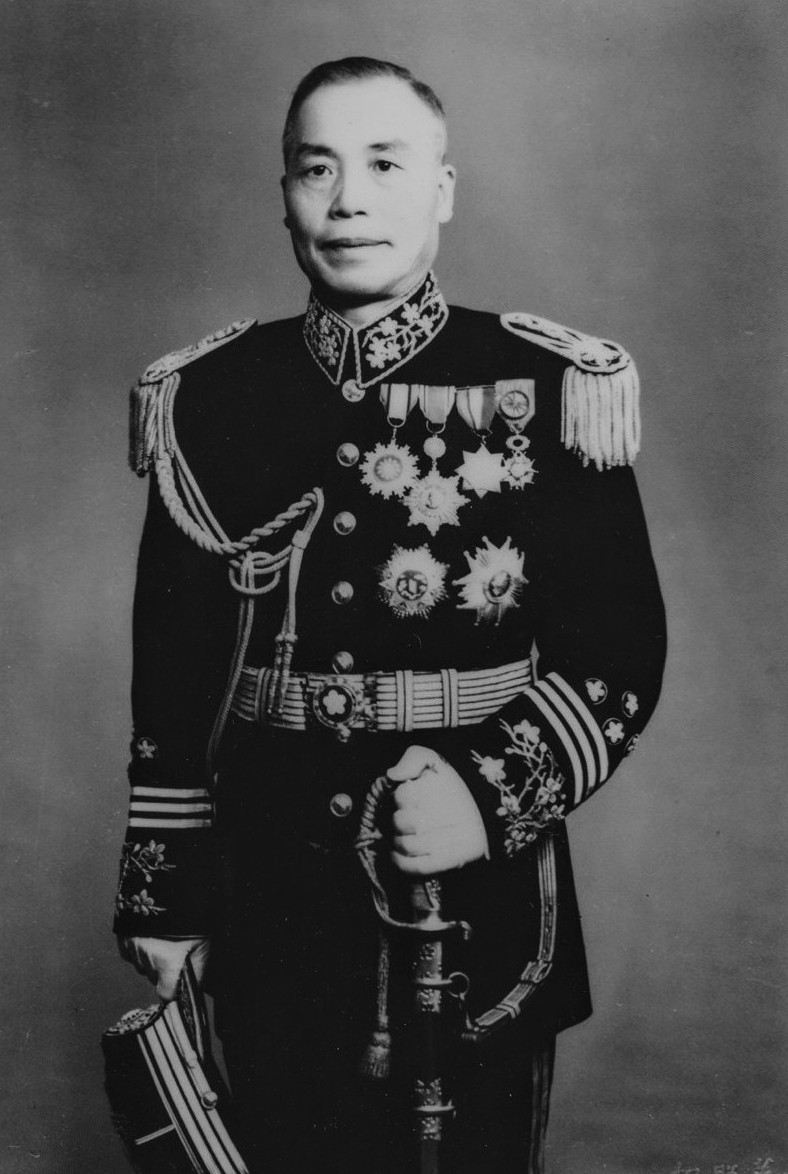
Li Zongren (Kuomintang) foi o ultimo presidente nacionalista na China continental, eleito antes de Outubro de 1949.

### Assembleia Nacional
A Assembleia Nacional era responsável pela atuação legislativa junto do Yuan Legislativo, no entanto a Assembleia foi abolida em 2005. Hoje, em Taiwan, para aprovar uma emenda constitucional, são necessários três-quartos dos membros do Yuan Legislativo.

### Yuan Executivo
O Yuan Executivo compreende o primeiro-ministro, vice-primeiro-ministro e os membros do gabinete que são responsáveis pela política e administração. O primeiro-ministro é, oficialmente, o presidente do Yuan Executivo, sendo nomeado pelo Presidente da República.

### Yuan Legislativo
Após as emendas constitucionais que transferiam efetivamente todos os poderes da Assembleia Nacional ao Yuan Legislativo, tornou-se mais comum se referir ao Yuan Legislativo como o “Parlamento”.

### Yuan Judiciário
O Yuan Judiciário administra o sistema de tribunais da República da China. Ele inclui um conselho de 16 membros, chamado Conselho dos Juízes, que interpretam a constituição. Os juízes são nomeados pelo Presidente da República, com o consentimento do Yuan Legislativo.

### Yuan de Controle
O Yuan de Controle monitora a eficiência do serviço público e investiga casos de corrupção. Os 29 membros do Yuan de Controle são nomeados pelo Presidente e aprovados pelo Yuan Legislativo. A duração de cada membro no cargo é de seis anos. Nos últimos anos o Yuan de Controle se tornou mais ativo, realizando inúmeras investigações e destituições.

### Yuan de Exames
O Yuan de Exames funciona como uma comissão de serviço civil e inclui dois ministérios: o Ministério de Examinação, que recruta e avalia funcionários publicos através de concursos e revisões, e o Ministério de Pessoal, que administra o serviço civil. O presidente do Yuan de Exames é nomeado pelo Presidente da República.

## Geografia

### Divisões Administrativas
A República da China em 1946, antes de ser alocada para Taiwan em 1949, controlava de fato 35 províncias, incluindo prefeituras e administrações autônomas semelhantes a da República Popular da China. Das 35 províncias, atualmente Taiwan possuí desde 1950 apenas de fato o controle parcial de duas, a Província de Taiwan e parcialmente a Província de Fujian.

Mapa das Províncias da República da China (1946)

## Forças Armadas

### Exército do Governo Provisório Militar
Durante a Revolta de Wuchang, antes da fundação da República da China em 1912, o Exército responsável pela república eram soldados tridemistas do Novo Exército Qing que se desassociaram da monarquia chinesa; este era um exército baseado em doutrinas e táticas ocidentais, sendo sua criação uma tentativa de reformar o exército Qing. Os rebeldes do Novo Exército se organizaram com base no governo militar em Hubei e foram liderados por Huang Xing. No entanto este exército não organizado estava a beira do colapso econômico e não conseguiria até o próximo ano, 1912, continuar a Revolução Xinhai; a mesma situação se dava as forças leais da corte Qing.

### Exército de Beiyang
Após a fundação da República da China em 1912, o Exército de Beiyang liderado pelo general Yuan Shikai, passou a ser leal a Nanjing, capital do novo governo provisório encabeçado por Sun Yat-sen. Muitos de seus generais, quando subiu ao poder Yuan Shikai, passaram a administrar diretamente provinciais e após a morte daquele, os generais se dividiram em pequenas camarilhas que detinham o poder de regiões inteiras da China.

### Exército Revolucionário

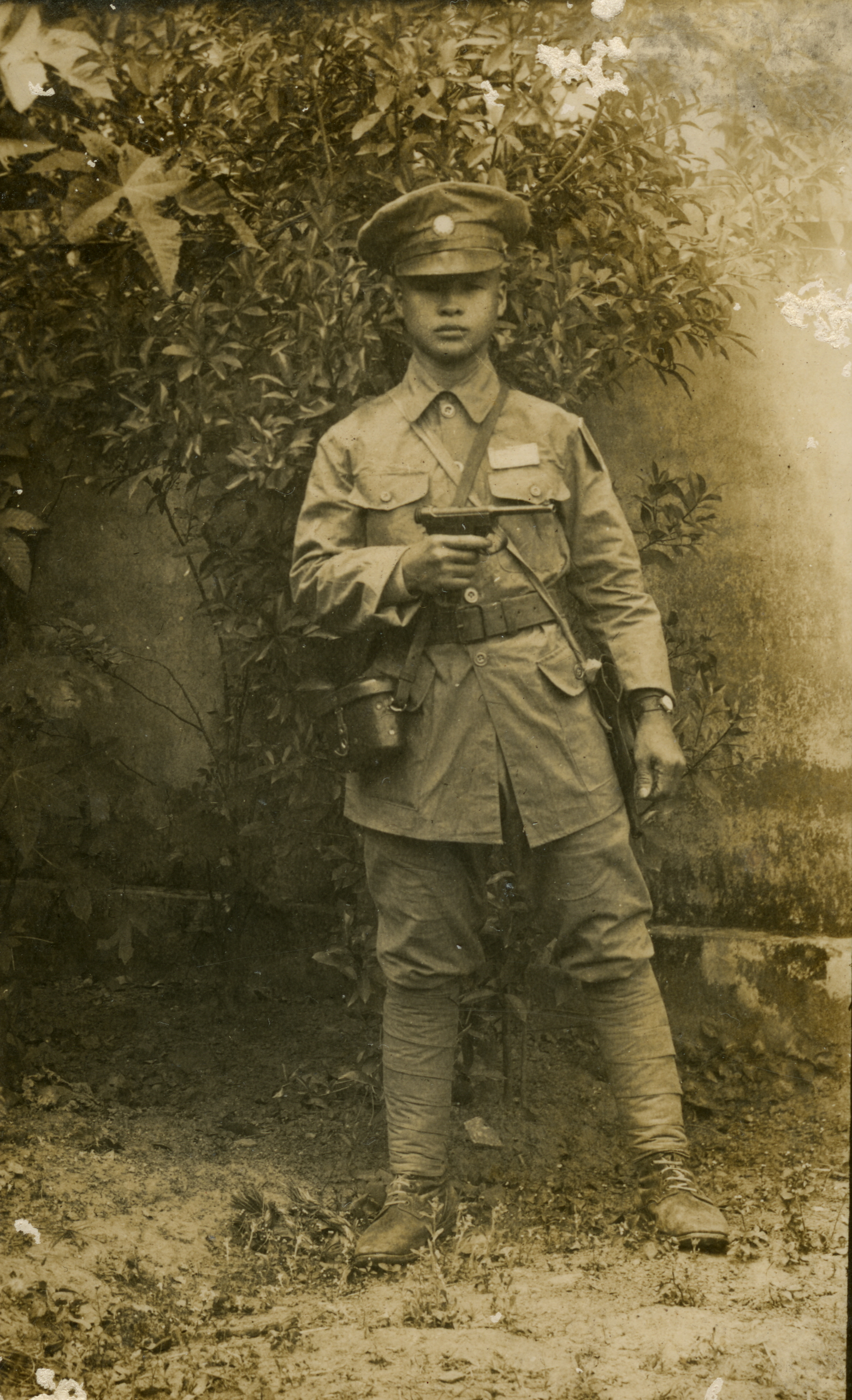
Soldado do Exército Revolucionário em 1945

O Exército da República da China tem suas raízes no Exército Nacional Revolucionário (國民革命軍), ou apenas Exército Revolucionário, que foi criado por Sun Yat-sen, em 1925, em Guangdong, com o objetivo de reunificar a China e abolir o Governo de Beiyang e o feudalismo que existia entre os senhores da guerra. Ele serviu como um braço armado do Partido Nacionalista entre 1925 até 1947. Era o exército de fato da República da China desde sua formação até se tornar o exército regular do país. O Exército Revolucionário carregava pelo menos 65 divisões de 11 mil a 715 mil soldados e em seu pico atingiu 1.5 milhões de soldados ativos com seus quartéis localizados em Nanquim. Com seus equipamentos sendo majoritariamente soviéticos como parte de acordos anteriores ou até 1934 de origem alemã, soviética e até apoio japonês, sendo este último apenas em conflitos internos como a Guerra das Planícies Centrais. Ao todo, o Exército Revolucionário contou com cerca de 14 milhões de homens, incluindo soldados do Partido Comunista Chinês. Combateu contra os Senhores da Guerra entre 1925 até 1927 quando após a expedição do norte e contra o Japão na Guerra Sino-Japonesa e se tornou uma força militar importante dos Aliados quando incorporada à Segunda Guerra Mundial.

#### Exército Vermelho
O Partido Comunista Chinês durante as frentes unidas, e antes de 1931, também fazia parte das forças armadas da República da China mas como parte do Exército Revolucionário dos nacionalistas. A partir da criação da República Soviética da China, já uma força opositora dos nacionalistas, assumiu-se como o Exército Vermelho dos Operários e Camponeses da China. Muitos batalhões e exércitos correspondentes ao Exército Revolucionário e o Kuomintang eram compostos por membros do Partido Comunista Chinês e tinham total apoio dos nacionalistas em suas operações contra senhores da guerra e guerrilhas contra o Japão.
O Exército Vermelho foi colocado na ilegalidade entre 1º de Agosto de 1927, ano de sua criação formal, até 1940 com o Incidente de Xian. Atuando durante toda a década de Nanjing de forma clandestina, sendo apenas formalmente deixado de ser considerando, de jure, uma ameaça com o início prévio da Segunda Frente Unida.

## Economia

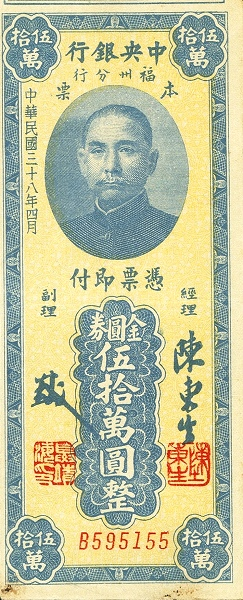
Cédula de 500.000 Yuans com o rosto de Sun Yat-sen

Após o colapso da Dinastia Qing durante a Revolução Xinhai, ambos os lados se encontravam em uma profunda crise e instabilidade econômica a beira da falência, fator essencial que fez Sun Yat-sen optar por entregar o poder a Yuan Shikai em troca de parar de trabalhar. Durante o Império da China, em 1916, o governo possuía cerca de um milhão em dólares disponível para uso, por mês. Com os generais e proprietários de terras leais a Yuan Shikai tornaram-se os governantes efetivos na maior parte da China, se iniciou um período de grande dificuldade econômica para os camponeses chineses. O colapso da autoridade central fez com que a crise econômica que existia durante as últimas décadas Qing se acelerasse, e só foi revertida depois da reunificação da China em 1927 durante a Década de Nanquim.
Após os eventos de 4 de Maio, a população chinesa passou a se recusar a comprar e consumir produtos que não fossem chineses, o que causou uma queda drástica nas importações estrangeiras e passou a incentivar a indústria nacional da China. A Economia chinesa da década de Nanjing teve um crescimento econômico enorme comparado tanto a Revolução Xinhai, quanto a Era dos senhores da guerra e os primeiros anos da Era Mao, todavia, a partir de 1931 com a ruptura com o Partido comunista Chinês e a Invasão Japonesa da Manchúria, a economia parou de crescer e passou a cair.

### Primeira República (Governo de Beiyang)
As indústrias internas chinesas desenvolveram-se rapidamente após a queda da dinastia Qing, apesar da turbulência na política chinesa. O desenvolvimento destas indústrias atingiu o pico durante a Primeira Guerra Mundial, que assistiu a um grande aumento na procura de produtos chineses, o que beneficiou as indústrias chinesas. Além disso, as importações para a China cresceram drasticamente após o início da guerra total na Europa. Por exemplo, a indústria têxtil da China tinha 482.192 máquinas de agulhas em 1913, enquanto em 1918 (fim da guerra) esse número tinha subido para 647.570. O número aumentou ainda mais rapidamente para 1.248.282 em 1921. Além disso, as fábricas de pão aumentaram de 57 para 131.

### Segunda República (Década de Nanquim)
O movimento de 4 de maio, no qual os estudantes chineses apelaram à população da China para rejeitar a compra de produtos não fabricados na China, por outras palavras, boicotar os produtos estrangeiros, também ajudou a estimular o desenvolvimento. As importações estrangeiras caíram drasticamente de 1919 a 1921 e de 1925 a 1927. Apesar da eclosão da Grande Depressão em 1929, a indústria chinesa continuou a crescer e a desenvolver-se na década de 1930 de forma autônoma e independente das demais econômicas mundiais como reflexo da insatisfação com as demais potências, afetando as importações. Esta era é agora conhecida como a década de Nanquim, um período que se considera ter começado quando o KMT sob Chiang Kai-shek reunificou a maior parte da China, trazendo um nível de estabilidade política não visto há décadas. Sob o governo de Chiang Kai-shek baseado em Nanquim, a economia da China desfrutou de um crescimento sem precedentes de 1927 a 1931. Em 1931, no entanto, os efeitos da Grande Depressão começaram a ter um impacto negativo na economia chinesa, um problema agravado ainda mais pela invasão e ocupação da Manchúria pelo Japão no mesmo ano. Consequentemente, o PIB global da China caiu para 28,8 mil milhões em 1932. Seguiu-se um período de estagnação e declínio, com o PIB a cair para 21,3 mil milhões em 1934, após o qual a prosperidade começou a regressar com o PIB a subir para 23,7 mil milhões em 1935, à medida que a produção industrial chinesa iniciou um rápido crescimento. recuperação ultrapassando os níveis de 1931 em 1936. Devido ao status semicolonial da China, no período pré-guerra os estrangeiros se beneficiaram da extraterritorialidade e as empresas estrangeiras dominaram os portos do país. 
Apesar do rápido avanço industrial durante os anos de 1920 e 1930, a economia rural teve uma reação oposta durante a Grande Depressão. Em 1931, após a crise, a China importou quase o dobro de arroz em bushels que em 1928.

### Territórios Administrados pelo Partido Comunista (1927 - 1949)
Nos territórios administrados pelo Partido Comunista Chinês, durante ou após a sua aliança com o Kuomintang, o Partido procurou estabelecer uma economia forte e desenvolvida, fundando seu próprio banco, emitindo notas, redistribuindo terras além de atividades econômicas como a venda de Ópio em territórios inimigos e investimentos ou doações.

## Demografia

### População
Em 1928, ano em que o Kuomintang retornou ao governo da China, a população chinesa era de 474,780,000. 

### Analfabetismo
Em 1949, estima-se que 80% da população chinesa era analfabeta.

### Grupos étnicos
Não existem muitos dados sobre os grupos étnicos chineses nos primeiros anos da República da China.

## Ciência e tecnologia
Houve industrialização e modernização, mas também conflito entre o governo nacionalista de Nanquim, o Partido Comunista da China, os senhores da guerra remanescentes, e o Japão. Tanto o processo da ciência e tecnologia, com a construção da nação tomou uma posição secundária devido a guerra com o Japão entre 1937 - 1945. Entretanto, entre 1911 e 1941, a cooperação entre a Alemanha e a China foi fundamental para a modernização da indústria e as forças armadas da República da China antes da Segunda Guerra Sino-Japonesa. A urgência dos chineses para modernizar as forças armadas e sua indústria de defesa nacional, juntamente com a necessidade da Alemanha em obter uma oferta estável de matérias-primas, colocou os dois países no caminho das suas relações. Embora a cooperação intensa se tenha mantido a partir da ocupação nazista da Alemanha em 1933, as medidas concretas de reforma industrial só começaram a sério em 1936, tendo um efeito profundo sobre a modernização da China e da capacidade chinesa para resistir aos japoneses na guerra.
O projeto industrial mais importante da cooperação sino-alemã foi o Plano Trienal de 1936, que foi administrado pela Comissão Nacional de Recursos do governo chinês e a corporação Hapro. O objetivo deste plano era criar uma potência industrial capaz de resistir ao Japão em curto prazo, e para criar um pólo de desenvolvimento industrial para o futuro da China a longo prazo. Ela tinha vários componentes básicos, como a monopolização de todas as operações relativas ao tungstênio e antimônio, e o desenvolvimento de usinas elétricas e fábricas de produtos químicos. Como descrito no contrato de 1934, a China forneceria matérias-primas em troca de conhecimentos alemães e equipamentos na criação destes empreendimentos. O Plano Trienal também introduziu uma classe de tecnocratas altamente qualificados que foram treinados para executar esses projetos estatais. Um grande número de estudantes chineses estudou no exterior no Japão e na Europa e nos EUA. Muitos voltaram para ajudar a ensinar e fundar numerosas escolas e universidades. Entre eles estavam numerosas figuras notáveis, incluindo Cai Yuanpei, Hu Shi, Weng Wenhao, Ding Wenjiang, Fu Ssu-nien e muitas outras. Como resultado, houve um tremendo crescimento da ciência moderna na China.